# 配偶者
配偶者（はいぐうしゃ）は、婚姻届を出した婚姻によって生じる地位であり、法律上は親族となるが、親等はない。
婚姻の届出がなされていない内縁関係の場合は、法律婚とは異なり、法律的に「配偶者」と呼ばない。配偶者の地位は、婚姻の解消（離婚）で失われる。
英語では配偶者をspouseという。妻をWife、夫をhusbandと呼ぶ。
配偶者の父（義理の父）をfather-in-law、配偶者の母（義理の母）をmother-in-law、配偶者の兄弟（義理の兄弟）をbrother-in-law、配偶者の姉妹（義理の姉妹）をsister-in-lawという。

## 日本

### 法律上の扱い
日本においては、法律上、「配偶者」を規定する条文、用語の定義はなく、行政機関によって、慣例上恣意的に、法律上の婚姻関係（戸籍上の婚姻関係）にある者を指すと解釈、運用されている。
このため、例えば、相続権は戸籍上の婚姻関係にある配偶者にのみ認められており、戸籍上の婚姻関係にない事実婚や同性カップル等の配偶者にはない（ただし、内縁上の配偶者に遺贈することは可能である）。
一方、内縁関係にある相手方を「内縁配偶者」として戸籍上の婚姻関係にある配偶者に準じて扱う場合もある。例えば交通事故が発生した場合の加害者に対する損害賠償請求権は内縁上の配偶者にも認められている。ただし、戸籍上の配偶者が別にいる場合には賠償額は減額されうる。

### 呼称

#### 男性配偶者の呼び方
女性による自らの男性配偶者の（主に三人称的）呼び方としては、「夫」「主人」「あなた」「旦那」「亭主」「ダーリン」「連れ合い」などがある。子女のいる夫婦では、「お父さん」「パパ」「ダディ」などある。近年では、夫婦のいずれかが通称利用で旧姓を用いている場合など、男性の戸籍名（男性が通称を用いている場合は通称名）で呼ぶ場合もある。
ご主人-
他者または第三者の夫に対する正式な敬称である。丁寧な呼びかけに「ご主人」「旦那さま」「ご当主さま」がある。

#### 女性配偶者の呼び方
男性による自らの女性配偶者（以下、妻と記す）の（主に三人称的）呼び方としては、「妻」「家内」「女房」「カミさん」「連れ合い」「ハニー」「ワイフ」などがある。子女のいる夫婦では「お母さん」「ママ」「マミー」などがある。近年では、夫婦のいずれかが旧姓を通称利用で用いている場合など、女性の通称名（男性側が通称名の場合は、女性の戸籍名）で呼ぶ場合もある。
夫人、令夫人、Mrs.、マダム、レディ
他人の妻に対する正式な敬称である。英語の場合はMrs.となり、フランス語ではマダムと呼称される。
夫人は上流階級や公人の立場などの男性の夫人いわゆる女性配偶者に対して用いられ、例としてはヨーロッパ圏の貴族の当主夫人である伯爵夫人をはじめ大統領夫人・首相夫人や、有名なオペラで知られる蝶々夫人など、名前の後に敬称として「〇〇夫人」などが呼称・明記され標準かつ公式な敬称として使用される。重ねてより丁寧な呼びかけは「令夫人」である。
奥さん、奥様、奥方様、令室、ご令室
元々は、（二人称的呼称も含めて）他人の妻に対する尊敬語として使われてきた。奥さん、または奥様の正式名称は「奥方様」となる。昭和以降には、自らの妻をさして「うちの奥さん」などと使用する用法が生まれ、日本全国へ広まっている。「従来妻への尊敬語がなかったためこれにあたる語として奥さんを使用するようになってきている」。
重ねて、ご令室は第三者の妻が弔辞や故人の際に用いられやすく、令夫人は慶事の際に用いられやすいので使用する際に大きく留意が必要である。
細君・妻君（さいくん）
親しい人に自身の妻を呼ぶ呼称。または、同輩以下の人の妻に対する呼称。
嫁、お嫁さん
元々は「自分の子供の妻」、「男性の結婚相手（用法：大きくなったら○○さんのお嫁さんになる！）」、「他人の妻」を指す（主に三人称的）言葉。現代では、西日本を中心に自分の妻（主に三人称的呼称）を指す用語として用いられる。また、「男性一般の配偶者」や「結婚したばかりの女」を指す用法（主に三人称的呼称）としても平安時代の更級日記以来使われており、広辞苑をはじめ、辞書的にも認められいる。しかし、この場合は正式な呼び方より私的なくだけた世俗的な用法として使用される。

#### 姻族呼称
配偶者の父を舅（しゅうと）、配偶者の母を姑（しゅうとめ）、配偶者の祖父を大舅（おおじゅうと）、配偶者の祖母を大姑（おおじゅうとめ）、配偶者の兄弟を小舅（こじゅうと）、配偶者の姉妹を小姑（こじゅうとめ）という（主に三人称的呼称）。